# Schwarzleguane
Die Schwarzleguane (Ctenosaura) sind eine Gattung mittelgroßer bis kleiner Echsen, die zur Familie der Leguane gehört.

## Vorkommen und Lebensraum
Schwarzleguane sind über Mittelamerika verbreitet.
Zum Teil sind sie Baumbewohner, zum Teil bewohnen sie auch baumarme Landschaften. Sie leben meist in ariden (trockenen) Lebensräumen. Eine für die Gruppe eher untypische, dafür aber umso bemerkenswertere Lebensweise hat der Utila-Leguan ausgebildet. Er bewohnt die salzig-feuchte Mangrove einer kleinen karibischen Insel und nutzt die trockenen Bereiche naher Sandstrände zur Eiablage in der Brutsaison.

## Arten

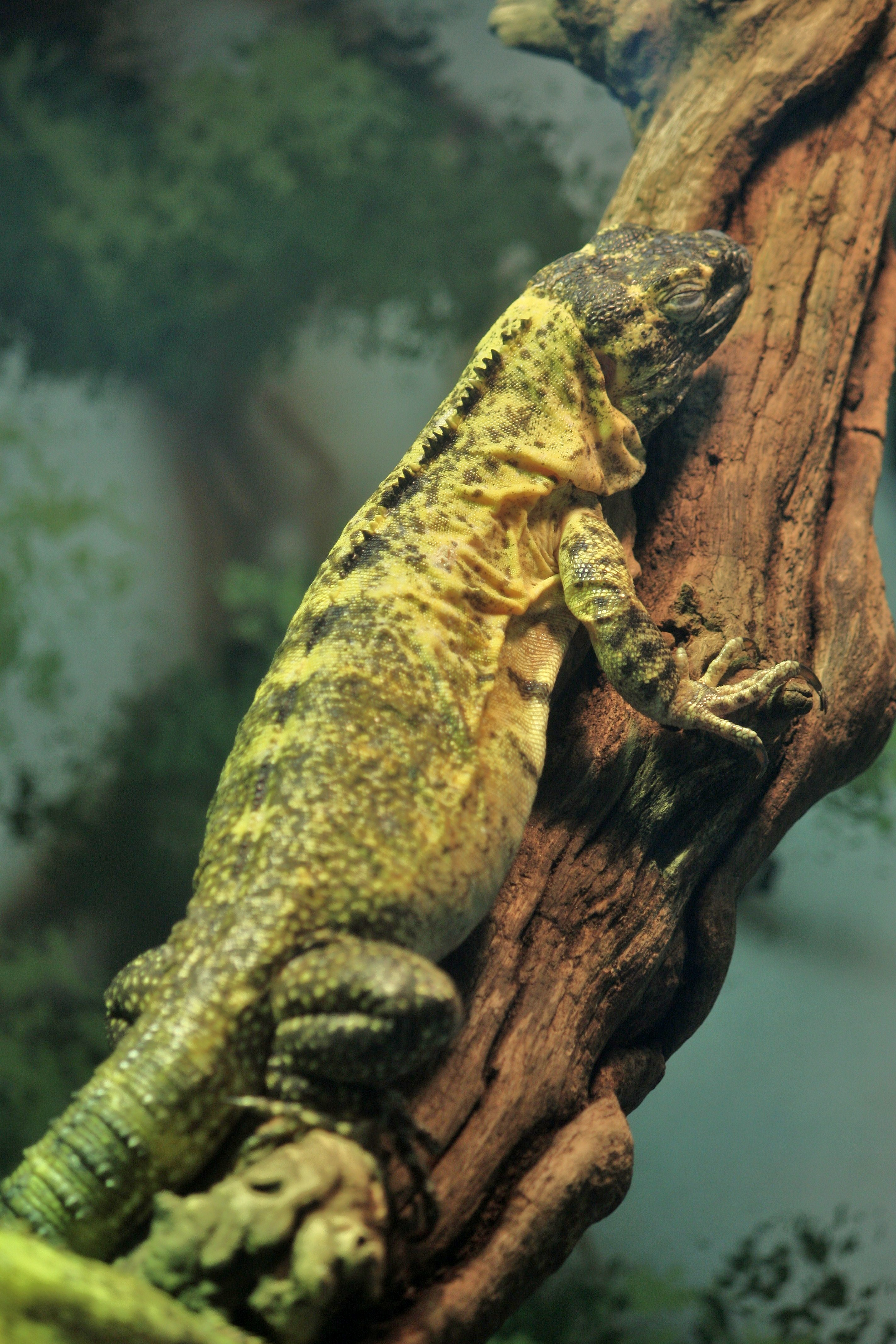
Westmexikanischer Schwarzleguan (C. pectinata)

- Ostmexikanischer Schwarzleguan (C. acanthura)
- Utila-Leguan (C. bakeri)
- Michoacán-Schwarzleguan (C. clarki)
- San Esteban-Schwarzleguan (C. conspicuosa)
- Gelbrücken-Schwarzleguan (C. flavidorsalis)
- Baja California-Schwarzleguan (C. hemilopha)
- Sonora-Schwarzleguan (C. macrolopha)
- Schwarzbrust-Schwarzleguan (C. melanosterna)
- Nolasko-Schwarzleguan (C. nolascensis)
- Oaxa-Schwarzleguan (C. oaxacana)
- Roatan-Leguan (C. oedirhina)
- Guatemala-Schwarzleguan (C. palearis)
- Westmexikanischer Schwarzleguan (C. pectinata)
- Fünfkiel-Schwarzleguan (C. quinquecarinata)
- Gemeiner Schwarzleguan (C. similis)